# Radujne, Ostroh
Radujne (în ucraineană Радужне) este un sat în comuna Bilașiv din raionul Ostroh, regiunea Rivne, Ucraina.

## Demografie
Componența lingvistică a localității Radujne
     Ucraineană (99,15%)
     Alte limbi (0,85%)
Conform recensământului din 2001, majoritatea populației localității Radujne era vorbitoare de ucraineană (99,15%), existând în minoritate și vorbitori de alte limbi.